# Cajazeiras do Piauí
Cajazeiras do Piauí est une municipalité brésilienne située dans l'État du Piauí.